# Materiale di riferimento
Un materiale di riferimento è un materiale sufficientemente omogeneo e stabile in riferimento alle proprietà specificate, che si è stabilito sia adatto all'uso preposto in una misurazione o nell'esame di proprietà nominali.

## Classificazione
Dal punto di vista chimico, un materiale di riferimento può essere un solido, un liquido o un gas ed essere una sostanza pura o una miscela.
In base alle procedure di produzione e alle caratteristiche di omogeneità e stabilità, distinguiamo:
- Materiali di riferimento certificati, CRM, (in lingua inglese: certified reference material). I materiali di riferimento certificati sono preparati in condizioni strettamente controllate, che assicurano la stabilità del titolo per il periodo prescritto; il titolo è certificato in condizioni di eccezionale esperienza analitica e mediante l'accesso a più tecniche analitiche di elevata affidabilità. Le proprietà sono certificate con procedure tecnicamente valide; l'omogeneità e la stabilità sono documentate. Il costo dei Materiali di riferimento certificati è elevato. L'uso appropriato dei materiali di riferimento certificati è pertanto la valutazione delle prestazioni di nuove tecniche analitiche o delle variazioni introdotte in metodi analitici esistenti; riferibilità nella metrologia chimica. Fra i produttori di materiali di riferimento certificati: lo statunitense NIST, l'europeo JRC-IRMM, il tedesco Bundesanstalt für Materialforschung und -prüfung (BAM), gli italiani ISPRA e ISS.
- Materiali di riferimento prodotti in collaborazione da un gruppo di parti interessate per uno scopo specifico e di routine. Omogeneità e stabilità sono documentate. Questi materiali di riferimento sono preparati in quantità relativamente grandi, ma con criteri meno rigorosi rispetto a quelli utilizzati per preparare i materiali di riferimento certificati. I valori sono assegnati da laboratori esperti o attraverso confronti interlaboratorio. Il loro costo è di gran lunga inferiore a quello dei materiali di riferimento certificati. L'uso appropriato per i materiali di riferimento sono i controlli di qualità per la verifica routinaria delle prestazioni analitiche (Controllo di qualità interno, Valutazione esterna di qualità) o gli studi degli effetti dovuti alla matrice.
- Materiali per uso interno, prodotti da un laboratorio o da una organizzazione per uso proprio o per un gruppo. Omogeneità e stabilità non sono documentate.

## Uso
La definizione del VIM di "materiale di riferimento" comprende sia i materiali utilizzati per la taratura, sia quelli utilizzati per la valutazione di un metodo di misura, sia per l'assegnazione di un valore di riferimento per il controllo di qualità interno. Tuttavia i materiali di riferimento non sono tutti uguali, e si deve scegliere quello idoneo per lo scopo prefissato; lo stesso materiale di riferimento non può essere utilizzato contemporaneamente per la taratura e per la verifica delle prestazioni del metodo analitico.
I materiali di riferimento (sostanze che rappresentano una grandezza fisica o chimica e un valore predeterminato di questa) non vanno confusi con i campioni materiali (di misura) che sono, di fatto, strumenti di misura.
Esempi di materiali di riferimento sono:
- soluzione tampone con valore pH determinato (es. 4, 7, 9) utilizzata per calibrare il phmetro (in linea o di laboratorio);
- provino di composizione nota (concentrazione elementi detta "analisi chimica") per calibrare un quantometro;
- campioni con concentrazione di acido tartarico nota per valutare capacità discriminante di assaggiatore per il sapore acido.

A seconda delle necessità (legge, certificazione, contratto, ecc.) i materiali devono essere corredati da certificati di analisi (conformità) emessi da laboratori accreditati (CRM).